# 安德烈·拉巴蒂
安德烈·拉巴蒂（法語：André Labatut，1891年7月18日—1977年9月30日），法国男子击剑运动员。他曾获得1924年夏季奥运会击剑比赛男子花剑团体和男子重剑团体金牌。他也参加了1920年和1928年夏季奥运会，各收获一枚银牌。